# Dichaea dammeriana
Dichaea dammeriana es una orquídea epífita originaria de América. Esta especie se caracteriza por tener los ápices de las hojas, el exterior de los sépalos y los pétalos con una línea verrugosa en el exterior, la lígula de la columna, el ovario y el fruto tricomatosos, espinosos o muricados, y el labelo con los lobos laterales cortos y obtusos, no en forma de ancla.

## Descripción
Es una planta herbácea epífita péndula, que alcanza  hasta los 40 cm de largo. Las hojas son de 2,5 cm de largo y 6 mm de ancho, apiculadas y ciliadas en los ápices, no articuladas con sus vainas, café-verdosas, canaliculadas, carinadas, persistentes. Las flores con sépalos y pétalos amarillo-verdosos, el labelo y la columna blancos; sépalos de 7 mm de largo y 3 mm de ancho, cóncavos, densamente verrugosos en el exterior; pétalos de 7 mm de largo y 4 mm de ancho, cóncavos, exteriormente con una línea verrugosa a lo largo del nervio central; labelo cuneado, 6,5 mm de largo y 4 mm de ancho, con una uña amplia que gradualmente se convierte en un ápice lunular-redondeado y apiculado; columna 6–7 mm de largo, ancha, algo arqueada, apicalmente con una lígula delgada, finamente ciliada, dirigida hacia abajo, la cara anterior pubescente; ovario cubierto de tubérculos conspicuos.

## Distribución y hábitat
Es una especie frecuente en las nebliselvas de la zona del Pacífico en Nicaragua a una altitud de  700–1350 metros. La floración se produce en ago–enero. Se encuentra en Costa Rica, Panamá, Nicaragua, Colombia, Venezuela y Ecuador.